# Woinville
Woinville est une ancienne commune française du département de la Meuse en région Grand Est. Elle est associée à la commune de Buxières-sous-les-Côtes depuis 1973.

## Géographie
Woinville est un village-rue situé au pied des côtes de Meuse, dans le parc naturel régional de Lorraine. L'étang de la Perche est situé à environ 1,5 km à l'est des habitations.

Alignement caractéristique du village sous ses côtes.

## Toponymie
Le nom de la localité est attesté sous les formes Vindiniaca en 674 ; Vidinovilla, Widinovilla en 709 ; Wasnao villa in pago Wabrinse en 763 ; Vindeniaca en 775 ; Widinis-villa, Vodonis-villa en 1106 ; Wuidinis-villa en 1106 ; Winville en 1134 ; Voinville en 1234 ; Windiniaca, Winvillæ en 1549 ; Winvilla en 1642 ; Oynville en 1656 ; Oingville en 1700 ; Wainville en 1738 ;  Vinville en 1778,.
Il s'agit d'une formation toponymique médiévale en -ville au sens ancien de « domaine rural », plus tardivement « village », dont le premier élément Woin- représente, selon une première hypothèse une formation toponymique gauloise en -acum / -aca, suffixe d'origine gauloise marquant le lieu ou la propriété. Elle serait alors homonyme de Veigné (Indre-et-Loire, Vindiniacum, Veinniacum IXe – XIe siècle), nom en -acum formé avec le nom de personne gaulois Vindinius. Ce genre de réemploi avec l'appellatif -ville est bien attesté par exemple dans Taunacum villa en 702-704, devenu Tonneville (Seine-Maritime). 
Selon une seconde hypothèse, Woin- représenterait un nom de personne germanique, solution la plus courante pour les toponymes en -ville, Albert Dauzat suggère Winidin. Quoi qu'il en soit la présence d'un W- initial dénote une influence phonétique du germanique.

## Histoire
Avant 1790 Woinville faisait partie du Barrois non mouvant (marquisat et prévôté d'Heudicourt) et du point de vue spirituel du diocèse de Verdun (archidiaconé de la Rivière, doyenné de Saint-Mihiel).
Était l'un des trois villages qui, avec Buxerulles et Varnéville, formaient la mairie dite des Trois-Villes-en-Woêvre.
La commune de Woinville fut réunie le 1er janvier 1973 à celle de Buxières-sous-les-Côtes sous le régime de la fusion-association.

## Politique et administration
| Période                                  | Période | Identité           | Étiquette | Qualité |
| ---------------------------------------- | ------- | ------------------ | --------- | ------- |
| 2020                                     |         | Jean-Patrick POLIN |           |         |
| Les données manquantes sont à compléter. |         |                    |           |         |

## Démographie
| 1793 | 1800 | 1806 | 1821 | 1831 | 1836 | 1841 | 1846 | 1851 |
| ---- | ---- | ---- | ---- | ---- | ---- | ---- | ---- | ---- |
| 285  | 302  | 309  | 331  | 343  | 361  | 382  | 353  | 346  |

| 1856 | 1861 | 1866 | 1872 | 1876 | 1881 | 1886 | 1891 | 1896 |
| ---- | ---- | ---- | ---- | ---- | ---- | ---- | ---- | ---- |
| 317  | 309  | 325  | 305  | 301  | 276  | 288  | 324  | 279  |

| 1901 | 1906 | 1911 | 1926 | 1936 | 1946 | 1954 | 1962 | 1968 |
| ---- | ---- | ---- | ---- | ---- | ---- | ---- | ---- | ---- |
| 282  | 264  | 244  | 166  | 153  | 147  | 143  | 157  | 126  |

## Lieux et monuments
- Église Saint-Pierre (XIXe siècle).
- Menhir de Woinville[7]

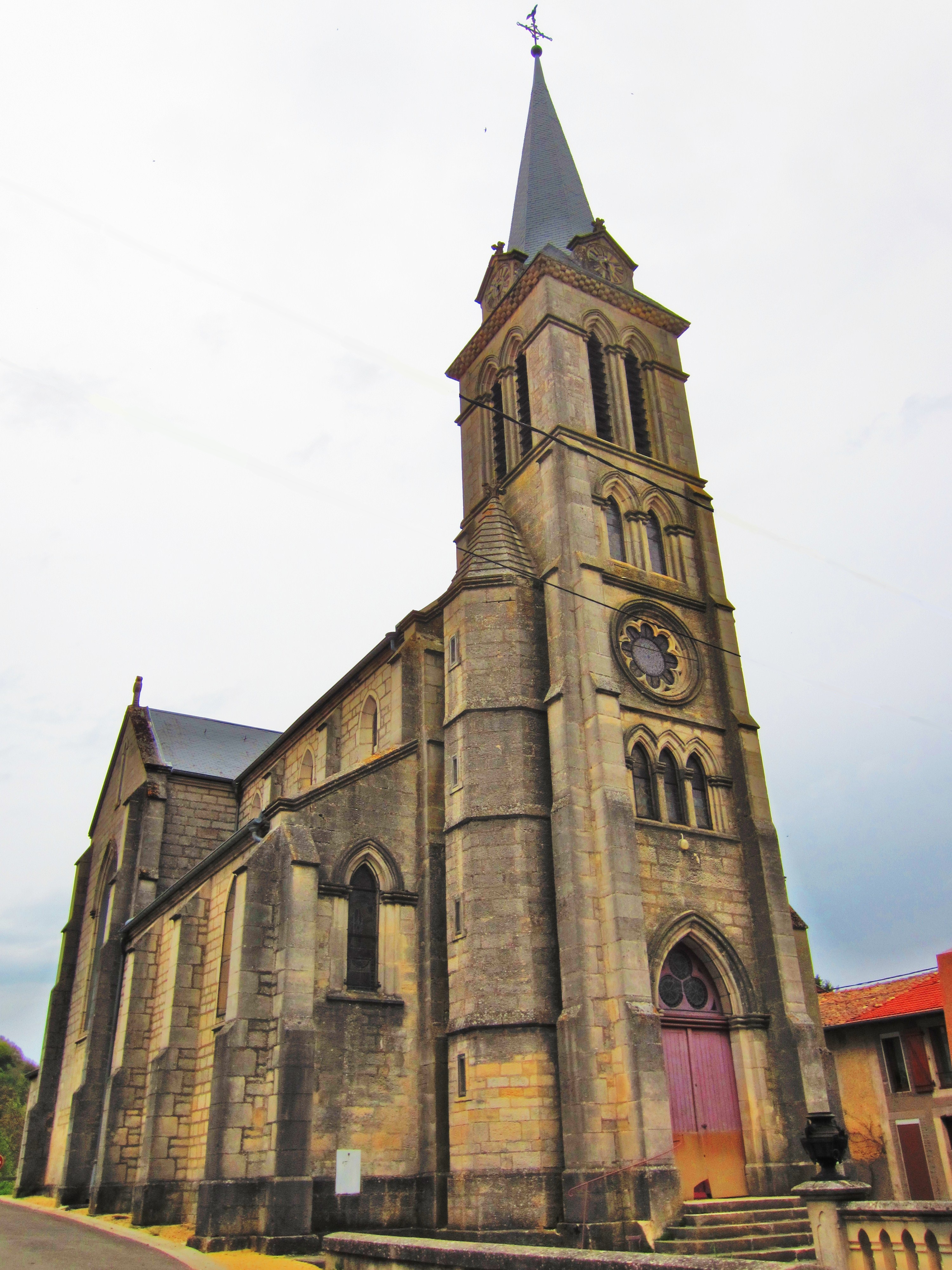
Église Saint-Pierre.
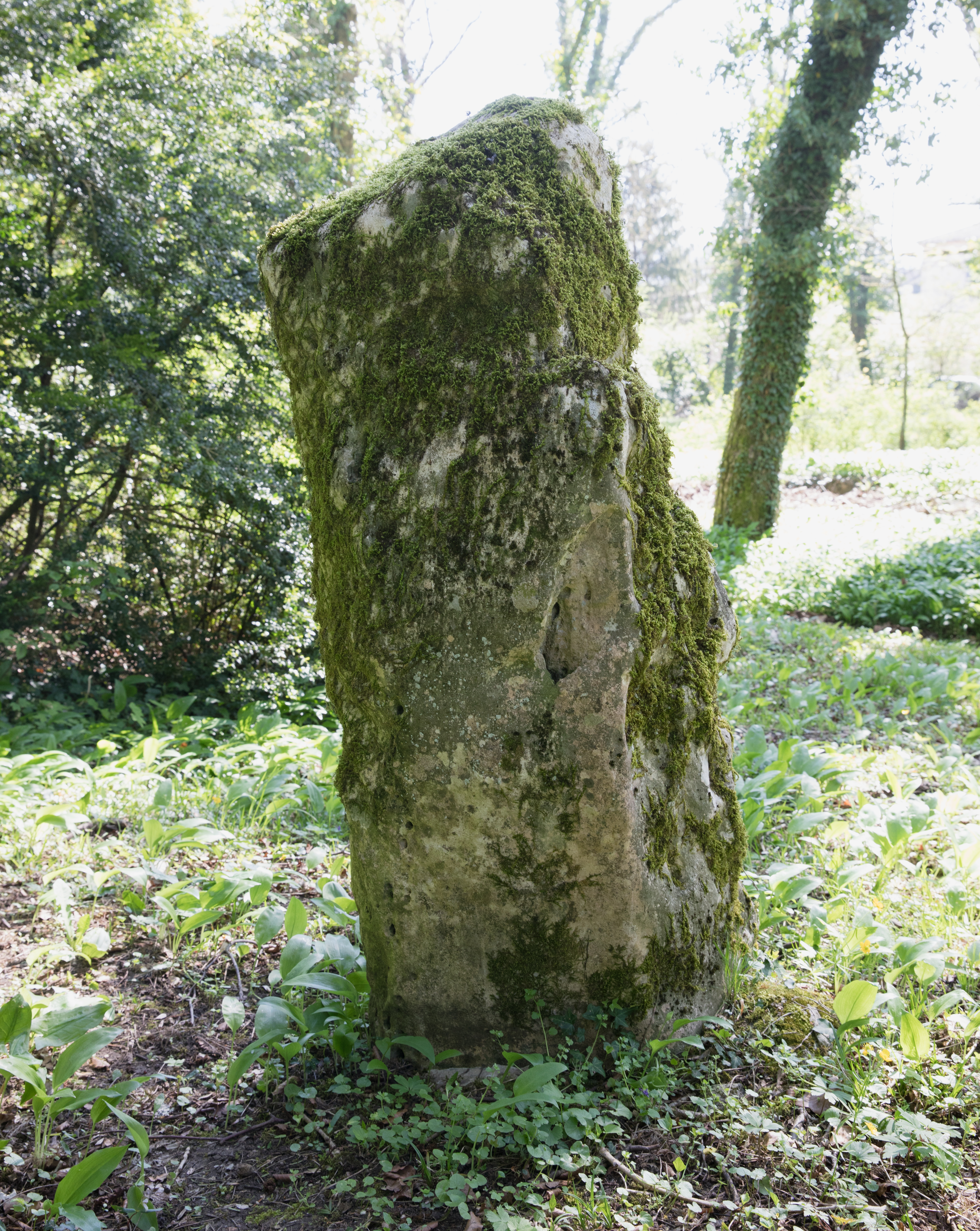
Menhir.